# Antonio Nibali
Antonio Nibali, nascido a 23 de setembro de 1992 em Messignadi, é um ciclista profissional italiano que compete com a equipa Trek-Segafredo. É o irmão menor de Vincenzo Nibali, ganhador das três Grandes Voltas.

## Palmarés
2018
- 1 etapa da Volta à Áustria[2]

## Resultados nas Grandes Voltas
Durante a sua carreira desportiva tem conseguido os seguintes postos nas Grandes Voltas.
| Carreira        | 2014 | 2015 | 2016 | 2017  | 2018  | 2019 |
| --------------- | ---- | ---- | ---- | ----- | ----- | ---- |
| Giro d'Italia   | -    | -    | -    | -     | 100.º | 76.º |
| Tour de France  | -    | -    | -    | -     | -     | -    |
| Volta a Espanha | -    | -    | -    | 102.º | -     | -    |

-: não participa 

Ab.: abandono 

## Equipas
- Marchiol Emisfero (2014)
- Nippo-Vini Fantini (2015-2016)
- Bahrain Merida Pro Cycling Team[3] (2017-2019)
- Trek-Segafredo (2020-)